# Авран
Авран (фр. Averan) насеље је и општина у јужној Француској у региону Миди Пирене, у департману Горњи Пиринеји која припада префектури Тарб.
По подацима из 2011. године у општини је живело 75 становника, а густина насељености је износила 17,24 становника/km². Општина се простире на површини од 4,35 km². Налази се на средњој надморској висини од 500 метара (максималној 623 m, а минималној 390 m).

## Демографија
| 1962. | 1968. | 1975. | 1982. | 1990. | 1999. | 2011. |
| ----- | ----- | ----- | ----- | ----- | ----- | ----- |
| 33    | 44    | 50    | 55    | 49    | 65    | 75    |

График промене броја становника у току последњих година